# Academia Galega do Audiovisual

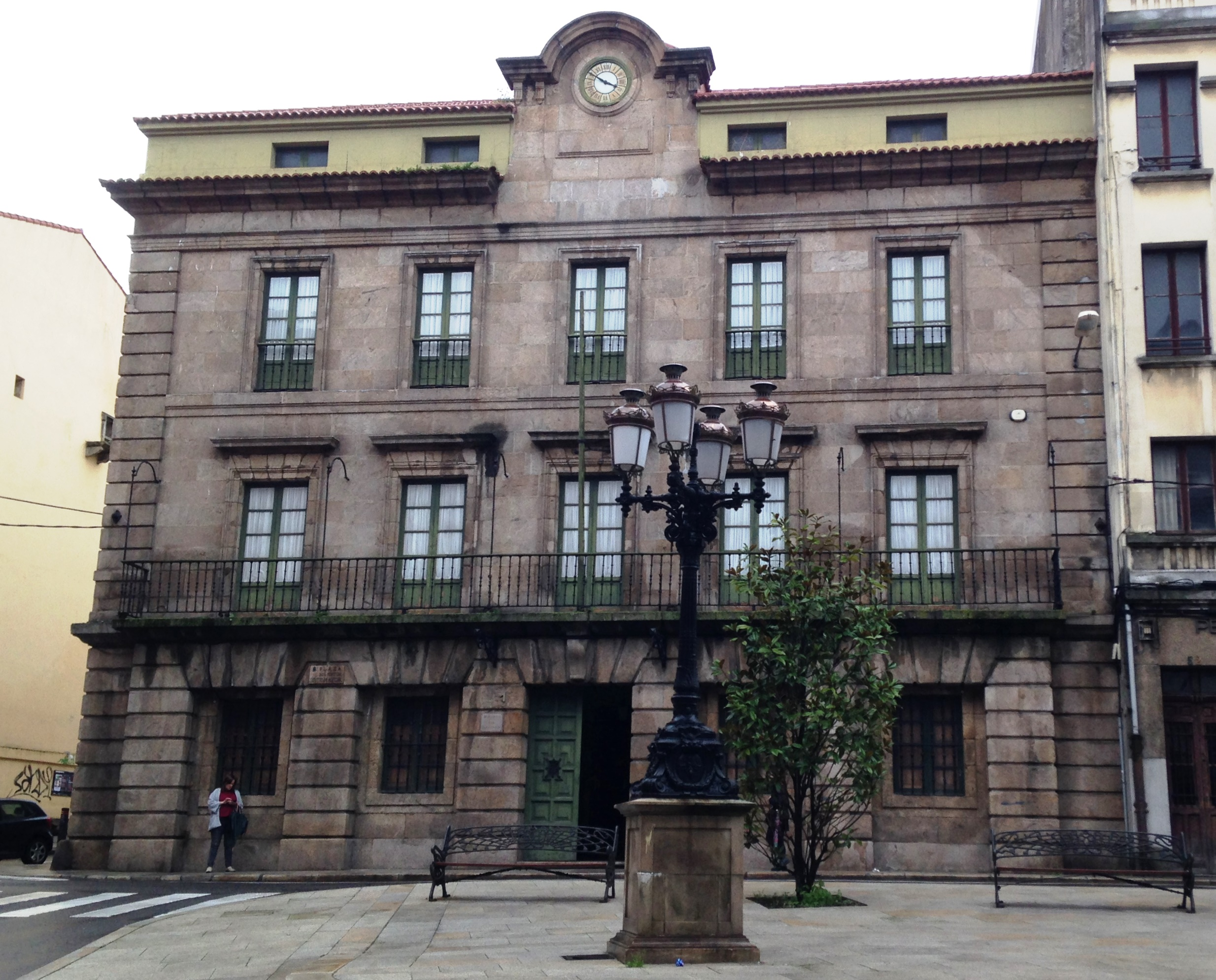
La seu de l'acadèmia es troba a la Casa do Consulado de la ciutat de la Corunya.

L'Academia Galega do Audiovisual és una associació sense ànim de lucre que agrupa a creadors i professionals de l'audiovisual gallec (cinema, televisió, multimèdia, publicitat, vídeo). Els acadèmics exerceixen diversos oficis, treballen en diversos gèneres, mitjans, empreses i institucions i, en paraules de la seva acadèmia, pensen la seva tasca des de diversos postulats estètics, industrials i ideològics.
L'AGA té la seu a la Casa do Consulado de la ciutat de la Corunya.

## Característiques
L'objectiu de l'Acadèmia és el de fomentar el desenvolupament de les arts i les ciències relacionades directament o indirecta amb l'audiovisual a Galícia, promovent i defensant la imatge pública del conjunt dels professionals del sector.
Entre les seves activitats principals destaca l'organització anual dels Premis de l'Audiovisual Gallec Mestre Mateo. Aquesta i altres activitats com el Foro Academia Aberta, publicacions, tallers o debats tenen com a objectiu enfortir el coneixement de l'audiovisual gallec en el sentit més ampli, i contribuir que la societat conegui i valori el resultat de la seva tasca.
Ceeada el 30 de maig de 2002, l'any 2012 reunia a més de 200 professionals que treballaven en les diferents especialitats del sector: art, direcció, escriptura, fotografia, interpretació, música, so, producció, postproducció i promoció.
L'Acadèmia va aprovar els seus estatuts el 12 de juny de 2002 i l'última modificació va tenir lloc el 27 de maig de 2011.
Des del 8 de maig de 2015 el seu president és el guionista Carlos Ares. Tamara Canosa, Nani García, Manolo González i María Yáñez formen part de la directiva.